# Tonisto
I Tonisto (talvolta anche Tonisti) furono una famiglia patrizia veneziana, annoverata fra le cosiddette Case Nuove.

## Storia
La tradizione racconta che i Tonisto fossero originari di Tunisi o di Costantinopoli. 
Si trasferirono in laguna in epoca antichissima, dal momento che le cronache attribuiscono loro antichi tribuni. Una parte di questa famiglia si sarebbe trasferita successivamente a Costantinopoli, e sarebbe stata ammessa in Maggior Consiglio nel 1298, essendo stata assente da Venezia l'anno della serrata.
Tra i personaggi più illustri di questa nobile casa è degno di menzione il podestà di Ragusa di Dalmazia Nicolò Tonisto, che, assieme a Bartolomeo Gradenigo, partecipò alla repressione della rivolta greca scoppiata nel ducato di Candia nei primi anni Trenta del secolo XVIII.
La data più palusibile per l'estinzione di questa casa è il 1316, in un Nicolò Tonisto, podestà di Chioggia. Altre date proposte sono il 1325 e il 1523.

## Membri illustri
- Nicolò Tonisto (fl. 1233), comandante e politico veneziano, fu podestà di Ragusa di Dalmazia dal 1237 al 1249;
- Nicolò Tonisto († 1316), politico veneziano, fu podestà di Chioggia alla sua morte.